# Озенвије
Озенвије (фр. Auzainvilliers) насеље је и општина у североисточној Француској у региону Лорена, у департману Вогези која припада префектури Нефшато.
По подацима из 2011. године у општини је живело 218 становника, а густина насељености је износила 26,42 становника/km². Општина се простире на површини од 8,25 km². Налази се на средњој надморској висини од 340 метара (максималној 405 m, а минималној 322 m).

## Демографија
| 1962. | 1968. | 1975. | 1982. | 1990. | 1999. | 2011. |
| ----- | ----- | ----- | ----- | ----- | ----- | ----- |
| 197   | 197   | 183   | 225   | 220   | 210   | 218   |

График промене броја становника у току последњих година